# Alexander Rödiger
Alexander Rödiger, född den 14 maj 1985, är en tysk bobåkare som deltog i de olympiska vinterspelen 2010 i Vancouver.
Rödiger vann en olympisk silvermedalj i bobsleigh under vinter-OS 2010 i Vancouver. Han var med i den tyska fyrmansboben som kom på andra plats efter USA. De andra i laget var André Lange, Kevin Kuske och Martin Putze.

## OS-medaljer
- 2010  Kanada Vancouver -  Silver i bobsleigh, fyrmansbob  Tyskland Tyskland.